# Histoire des Juifs à Rhodes

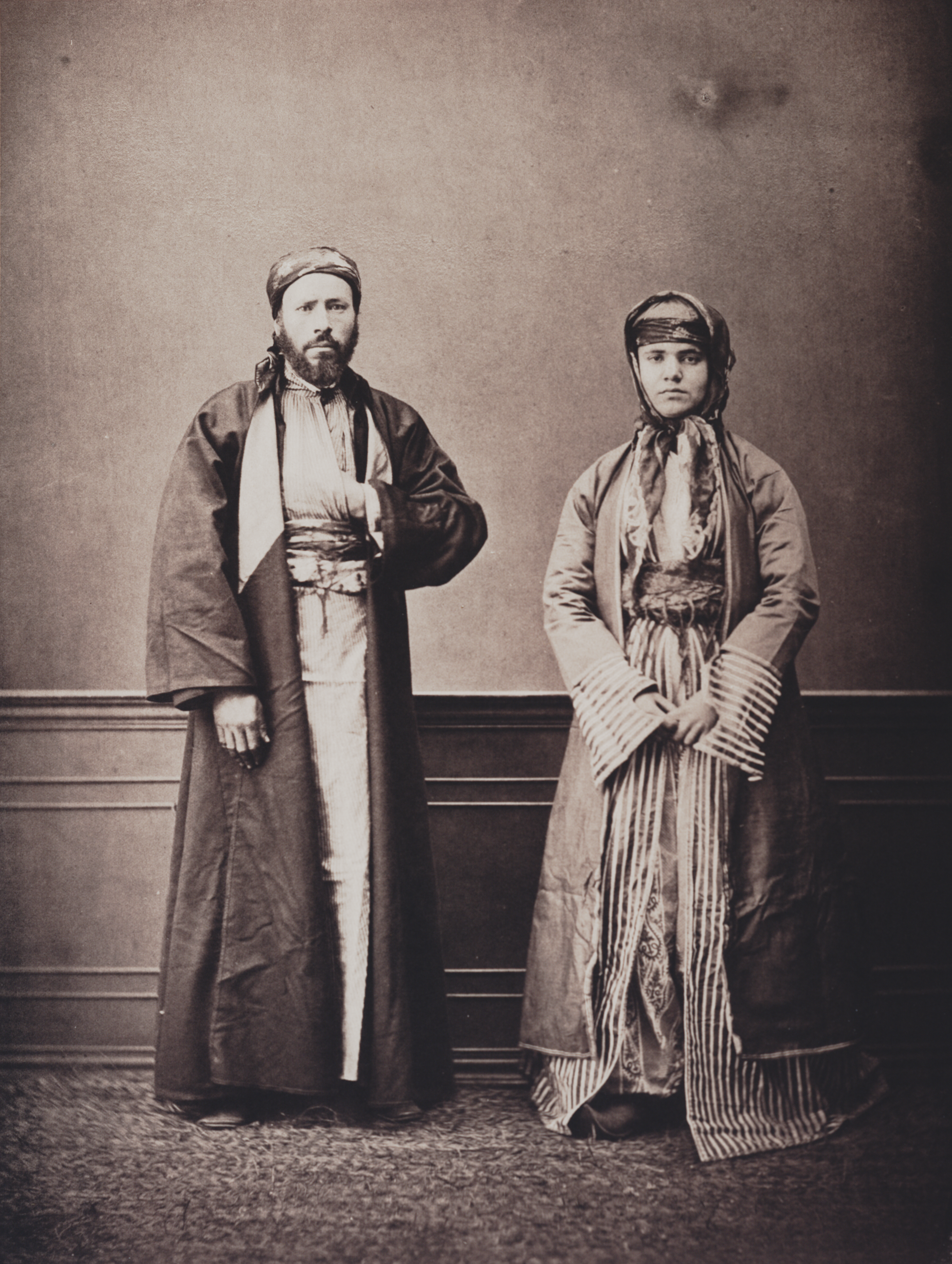
Juif et juive de Rhodes, villayet des Îles d'Archipel dans le Dodécanèse (1873)

L’histoire des Juifs à Rhodes et dans le reste du Dodécanèse remonte à l'Antiquité. Ces Juifs romaniotes, appelés Rodezlis pendant la période turque, sont de nos jours peu présents sur leur île, Rhodes, en Grèce, mais leurs descendants maintiennent l'héritage communautaire à l'étranger.

## Histoire

### Antiquité
La présence juive à Rhodes est notée pour la première fois à la fin de l'époque hellénistique. Dans un décret romain, daté de 142 av. J.-C et rapporté dans Maccabées I 15:23., Rhodes fait partie des zones de renouvellement d'un pacte d'amitié entre le Sénat romain et la nation juive.

### Moyen Âge
Au XIIe siècle, Benjamin de Tudèle dénombre environ 400 Juifs dans la ville de Rhodes.

### Domination des Hospitaliers

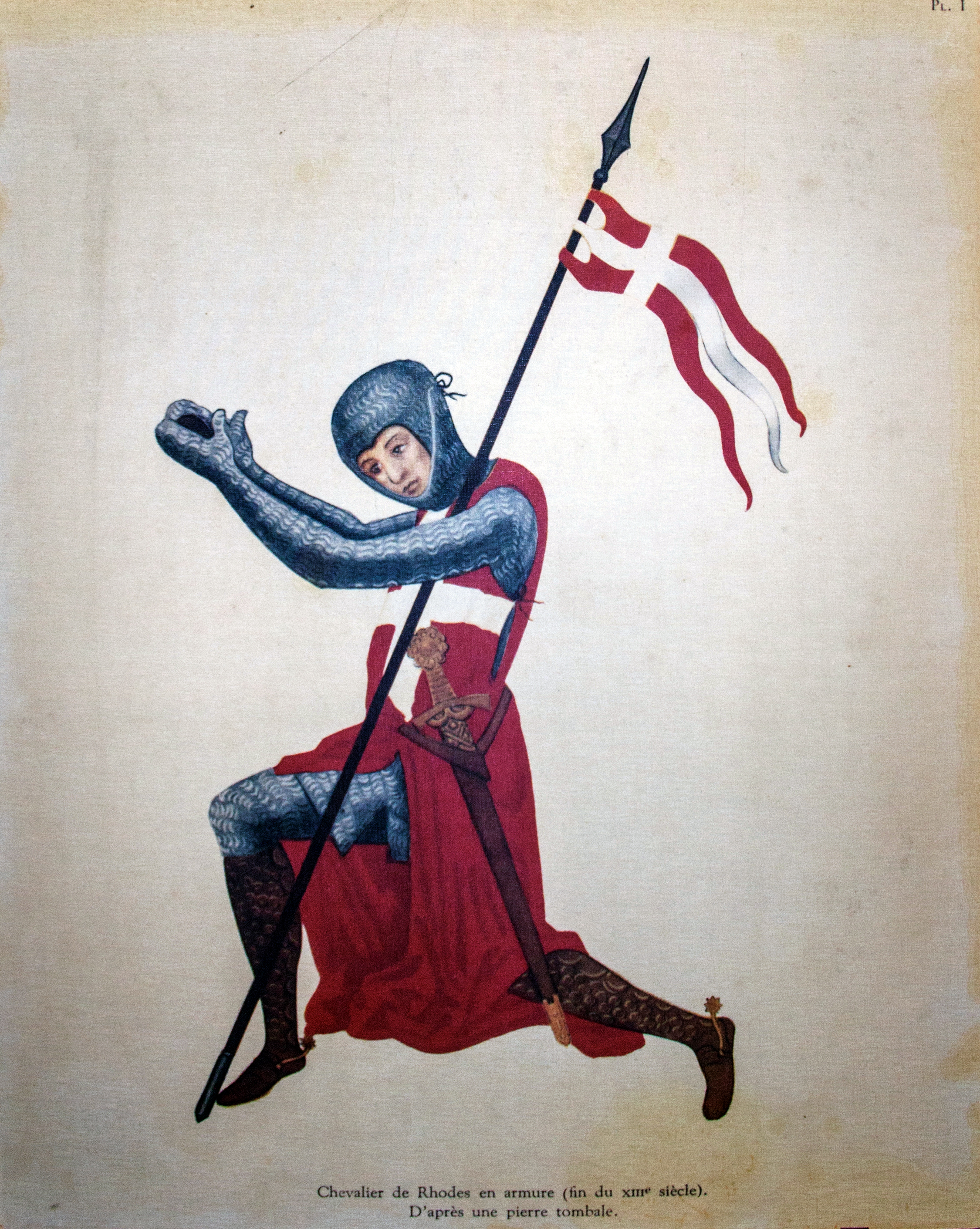
Chevalier en armure de la fin du, appartenant à l'Ordre de Saint-Jean de Jérusalem à Rhodes, représenté à la fin du, à partir d'un dessin sur une pierre tombale.

Les Chevaliers Hospitaliers de l'Ordre de Saint-Jean de Jérusalem (appelés également Chevaliers de Rhodes puis de Malte) conquièrent Rhodes entre 1307 et 1310. Ils font construire au bord de la Juderia, le quartier juif, un mur qu'ils nomment « muraille des Juifs ».

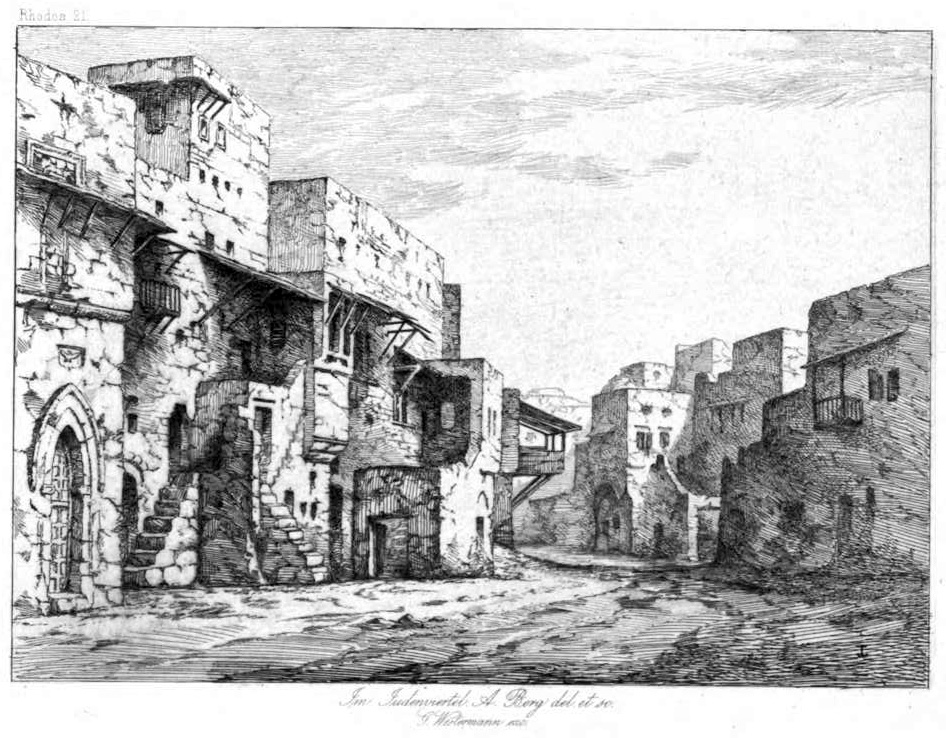
Représentation de la Juderia de Rhodes (1861)

En 1481 et 1482, des tremblements de terre détruisent le quartier juif, si bien que seules 22 familles restent présentes dans la cité.
Après une épidémie de peste bubonique dans les années 1498-1500, les Hospitaliers expulsent les derniers Juifs qui ont refusé le baptême. Dans les deux décennies suivantes, les Hospitaliers font venir à Rhodes 2 000 à 3 000 Juifs séfarades, exploités comme esclaves sur les travaux de fortifications,.

### Langue
Majoritairement issus de l'Espagne inquisitrice, les Juifs séfarades de Rhodes s'expriment majoritairement en ladino qui est un judéo-espagnol roman dérivé du vieux castillan. Il sera émaillé de grec, turc et hébreu.
Les écrits ladinos sont imprimés en caractères hébreux selon la graphie du Français Rachi.

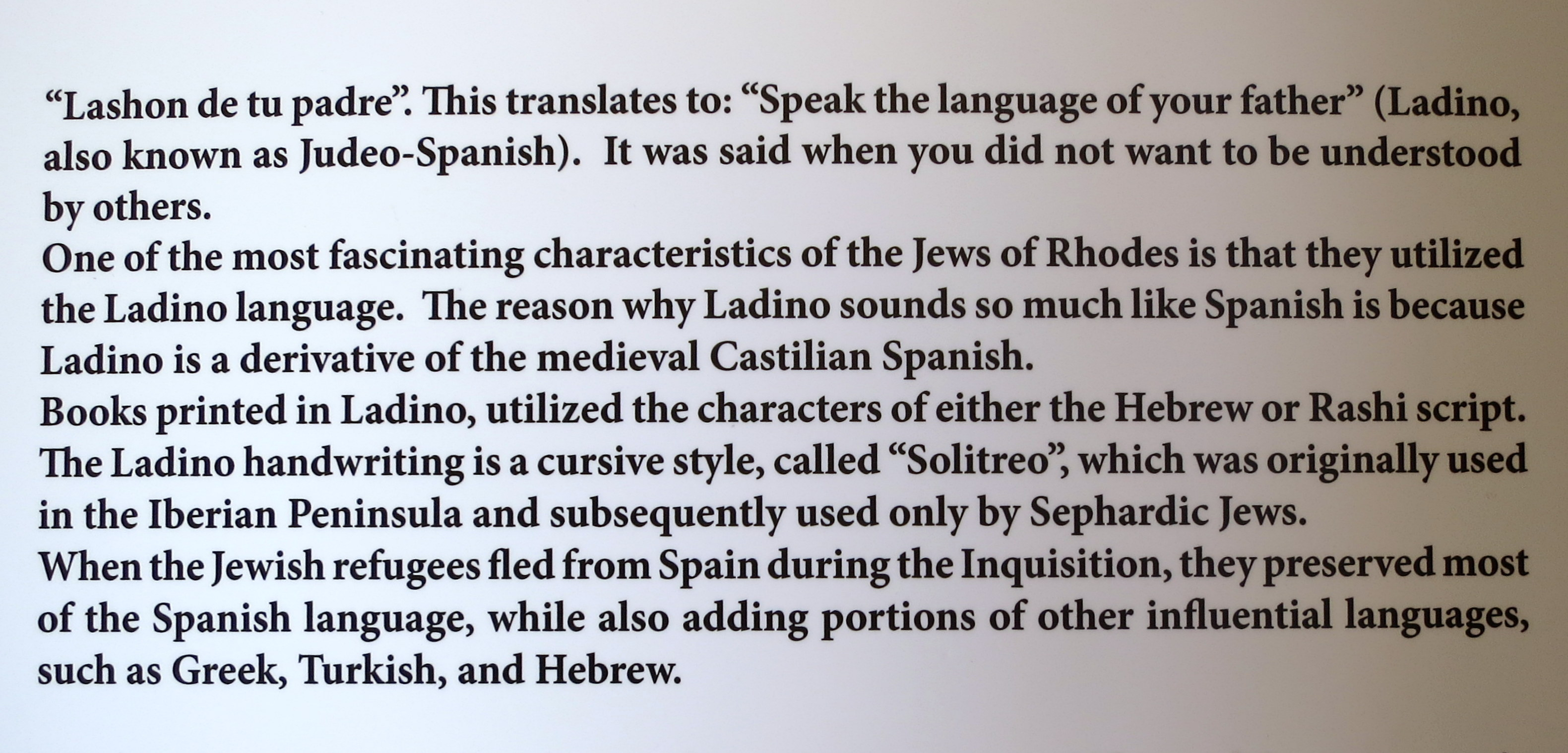
Panneau explicatif au Musée de la langue ladino.

### Domination ottomane

La communauté juive de Rhodes dans l'ensemble ottoman.

En 1522, l'île est conquise par les Ottomans. Sous leur domination, de nombreux Juifs séfarades viennent s'installer sur l'île, la communauté prospère, sa réussite économique se fondant sur un « commerce triangulaire » entre l'Égypte, Rhodes et Salonique. Au XIXe siècle, les Juifs les plus aisés exercent la profession de marchands de vêtements, de soie, de soufre et de mastic. Le reste de la population est constitué de petits commerçants, d'artisans, de vendeurs de rue et de pêcheurs. La communauté juive est administrée par un conseil de sept représentants. Certaines sources évaluent la population juive à cette période entre 2 000 et 4 000 individus.

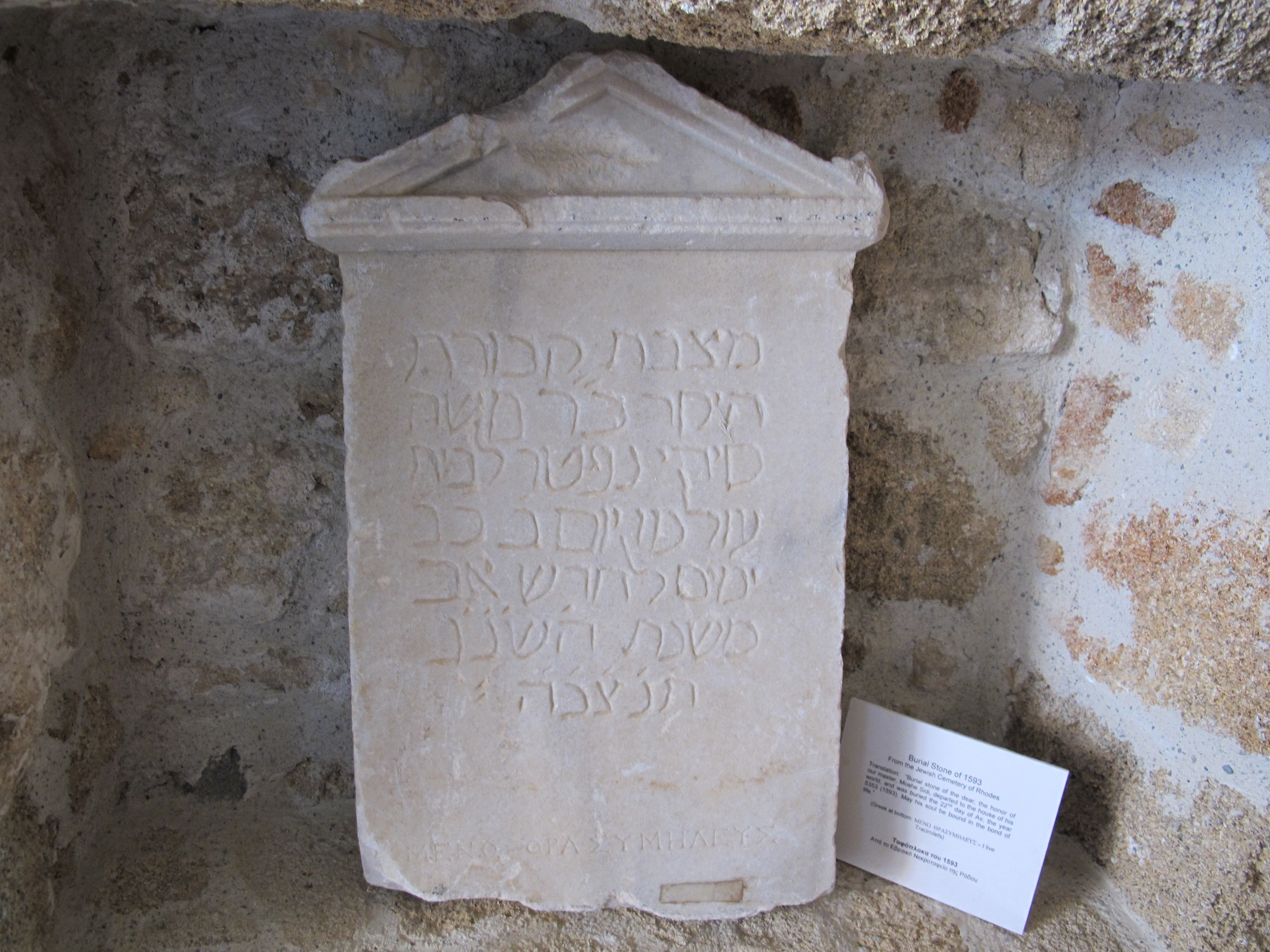
Pierre tombale de 1593.

Une accusation de « crime rituel » contre les Juifs de Rhodes voit le jour en 1840, à la suite de la disparition d'un enfant chrétien. La population grecque orthodoxe de Rhodes accuse la communauté juive de pratiquer le crime rituel, une allégation antisémite ancrée dans la tradition chrétienne.

Au début de l'affaire, l'accusation portée contre les Juifs est reconnue par les consuls de plusieurs pays d'Europe, dont le Royaume-Uni, la France, l'empire d'Autriche, la Suède et la Grèce, même si plus tard, sous la pression de leur diplomatie, certains changent d'avis pour soutenir la communauté. Le gouverneur ottoman de Rhodes, rompt avec la longue tradition des gouvernements précédents, consistant à rejeter l'existence des meurtres rituels, et confirme l'accusation. Il fait arrêter plusieurs suspects juifs dont certains sont torturés et produisent de faux aveux. L'affaire entraîne la fermeture de la totalité du quartier juif pendant douze jours.

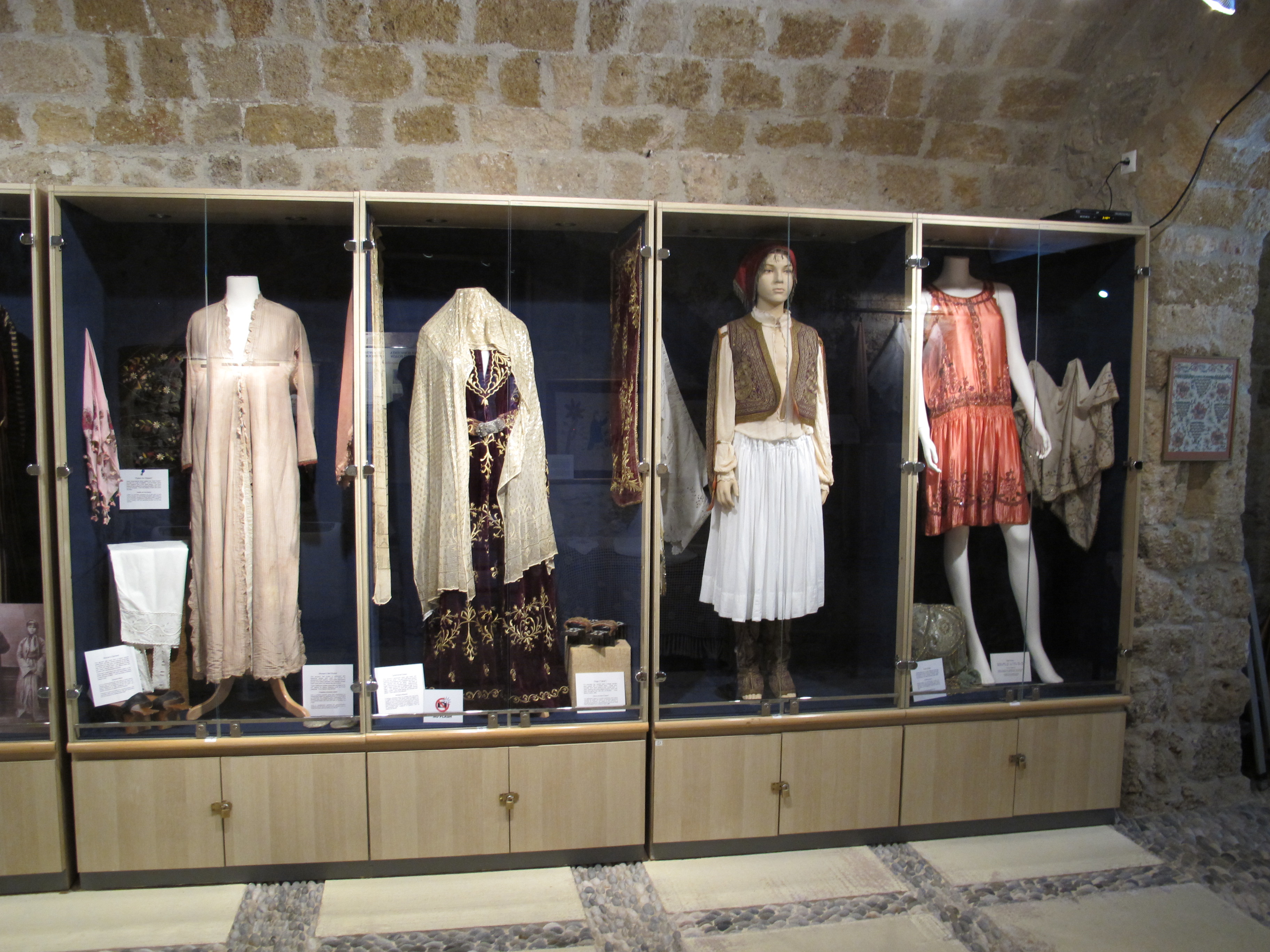
Vêtements traditionnels des Juifs de Rhodes.

Les Juifs de Rhodes lancent des appels à l'aide à leurs coreligionnaires d'Istanbul. Ces derniers font part des détails de l'affaire ainsi que de celle de nature similaire impliquant les Juifs de Damas aux communautés européennes. Au Royaume-Uni et en Autriche, les communautés juives relaient avec succès la cause des Juifs de Rhodes auprès de leurs gouvernements. Ces derniers envoient des protestations officielles à leur ambassadeurs à Constantinople, condamnant de façon très claire l'accusation de crime rituel. Un consensus est obtenu pour déclarer les accusations infondées. Le gouverneur de l'île de Rhodes se montrant incapable de contrôler certains de ses administrés chrétiens fanatisés, renvoie l'affaire au gouvernement central, qui entame une enquête officielle. En juillet 1840, l'enquête conclut à l'innocence de la communauté juive. Enfin, en novembre de la même année, le sultan Abdülmecid Ier promulgue un firman (décret) dénonçant la nature calomniatrice de l'accusation de crime rituel.

### Domination italienne
Lors du recensement effectué en 1931, les Italiens dénombrent 4 372 Juifs de Rhodes, 108 autres disposant de la nationalité italienne, et un nombre indéterminé de nationalité étrangère

### Émigration des Juifs de Rhodes au Congo

Les trois communautés historiques des Juifs du Congo.

La communauté juive de Rhodes connaît à partir des années 1930 une vague d'émigration au Congo belge. Tandis que le premier Juif de Rhodes, Salomon Benatar, s'était installé à Élisabethville (Lubumbashi) au Katanga déjà en 1904, en y faisant arriver en suite des membres de sa famille, ce n'est qu'avec la construction du réseau ferré au Katanga que les Juifs de Rhodes commencent véritablement l'émigration vers le Congo, à la suite de la crise économique que l'ile connait en tant que  colonie italienne.
À Élisabethville, les membres de la communauté acquièrent un terrain où ils édifient une synagogue qui se dresse toujours de nos jours au centre de la ville. Ils font venir un rabbin de Rhodes, Moïse Levy. Celui-ci sert pendant 53 ans la communauté juive, devenant en 1953 le grand-rabbin du Congo.
Une des descendants de cette communauté, Moïse Katumbi, a été gouverneur du Katanga, et candidat à l'élection présidentielle de 2023 en république démocratique du Congo. Le couturier belge Olivier Strelli, est également originaire de cette communauté.

### Seconde Guerre mondiale

Tracé approximatif du trajet en bateau et en train effectué par les Juifs déportés de Rhodes et de Cos lors de leur déportation à Auschwitz (1944).

Dès l'annonce de l'armistice de l'Italie, le 8 septembre 1943, les Allemands attaquent les possessions italiennes en Grèce. Ils attaquent la garnison italienne de Rhodes et prennent le contrôle total de l'île le 11 septembre. Une nouvelle administration civile, l'Ost-Aegaeis, est mise en place par l'occupant.

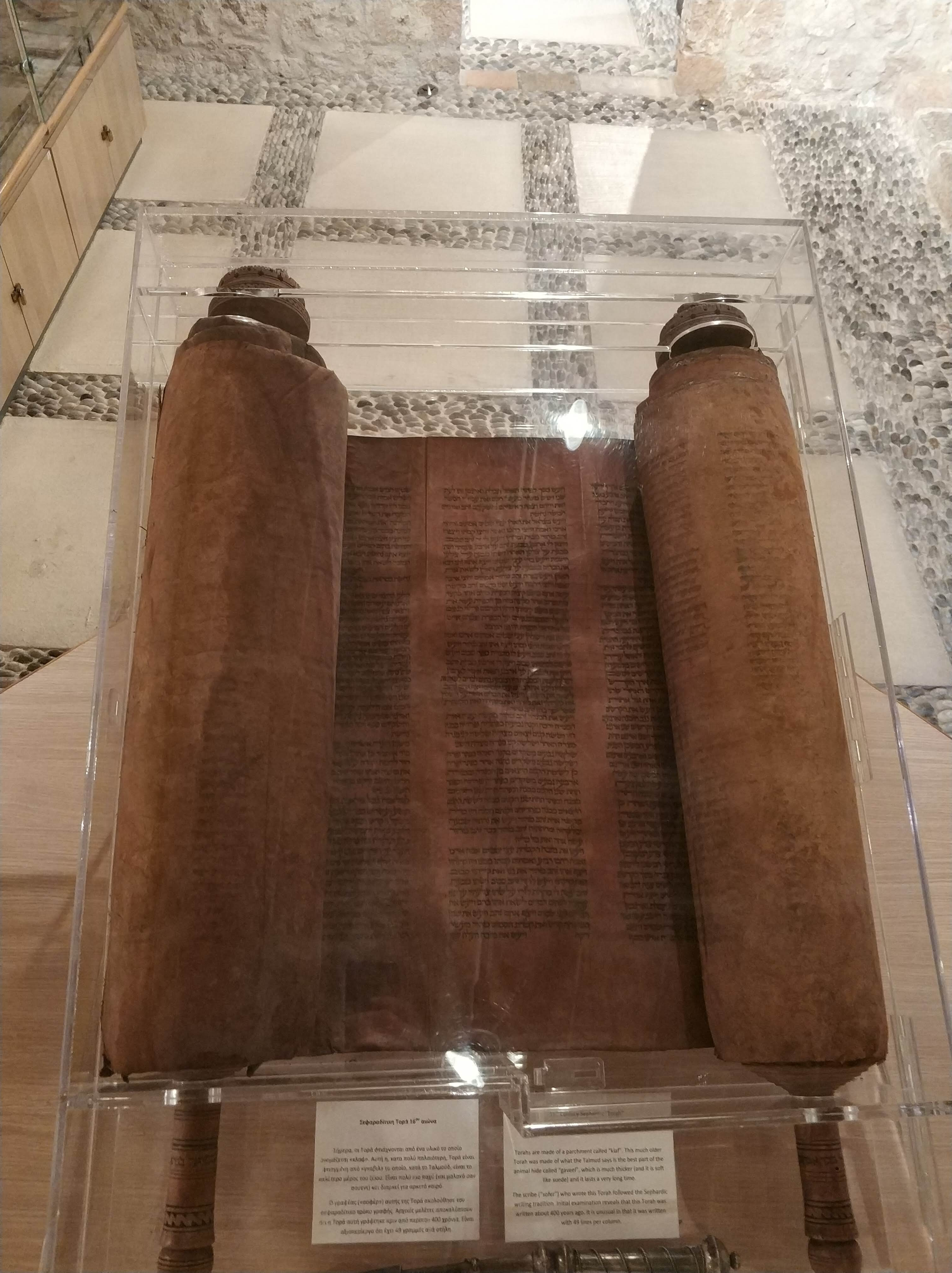
Ancien rouleau de la Torah de la communauté de Rhodes

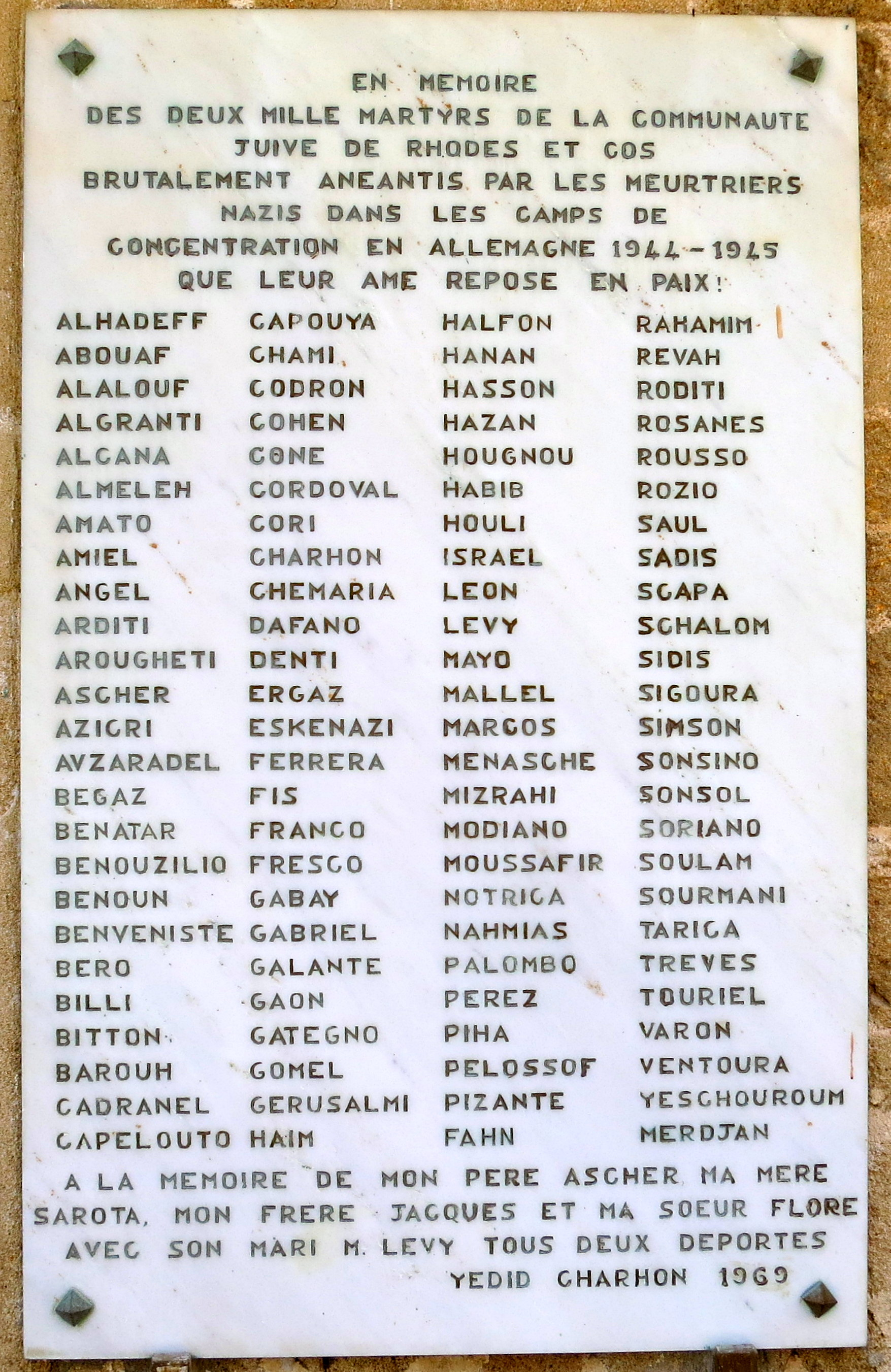
Plaque avec les noms des familles juives assassinées de la Juderia de Rhodes

Dès le 3 octobre 1943, l'administration SS de Grèce décide d’entamer un recensement des Juifs présents dans les nouveaux territoires sous autorité allemande. On dénombre alors 2 000 Juifs à Rhodes et Cos. L'office central de la sécurité du Reich fait savoir, en mars 1944, qu'il souhaite faire arrêter de manière « massive et soudaine » les Juifs grecs. La déportation des Juifs des îles met plus de temps à être mise en place que sur le continent en raison des problèmes logistiques d'acheminement à résoudre. Les Juifs de Rhodes, totalement isolés sur leur île (les Italiens ayant confisqué, en 1941, les postes de radio appartenant à la population autochtone), ignorent tout du sort de leurs coreligionnaires européens et constituent donc des victimes idéales. Deux officiers SS se rendent en juin sur l'île pour s'entretenir avec le commandant militaire du Dodécanèse, Ulrich Kleemann. Le 13 juin, il désigne quatre points de rassemblement, Rhodes, Trianda, Cremasto et Villanova où les Juifs doivent se trouver le 17 juillet à midi. La décision provoque le trouble, non seulement dans la communauté juive, mais aussi au sein de la troupe. Kleemann fait donc circuler une directive interdisant que le sujet fasse l'objet de discussions au sein du contingent. Le 19 juin, tous les hommes de plus de 16 ans sont sommés de se présenter le jour suivant aux bureaux de la Gestapo afin d'être recensés. Leurs papiers ne leur sont pas rendus et les autorités allemandes annoncent aux autorités de la communauté qu'ils doivent revenir accompagnés de leur famille et en possession de leurs objets de valeur, la finalité de l'opération étant de les déplacer sur une autre île où ils vivraient de leurs économies. Les Juifs, tétanisés par la tournure des événements, s'exécutent. On leur prend alors tous leurs biens d'une valeur quelconque, y compris leurs montres. La population autochtone, grecque et turque, voyant les Juifs, femmes et enfants compris, stationner de longues heures sous une chaleur torride tente de les secourir en leur apportant eau et nourriture mais ils sont repoussés par les soldats. Le consul turc Selahattin Ülkümen parvient à sauver entre 40 et 45 Juifs en soutenant qu'ils jouissent de la nationalité turque, ce qui n'est vrai que pour 15 d'entre eux. Il est plus tard honoré du titre de Juste parmi les nations par le Mémorial de Yad Vashem pour cette action.

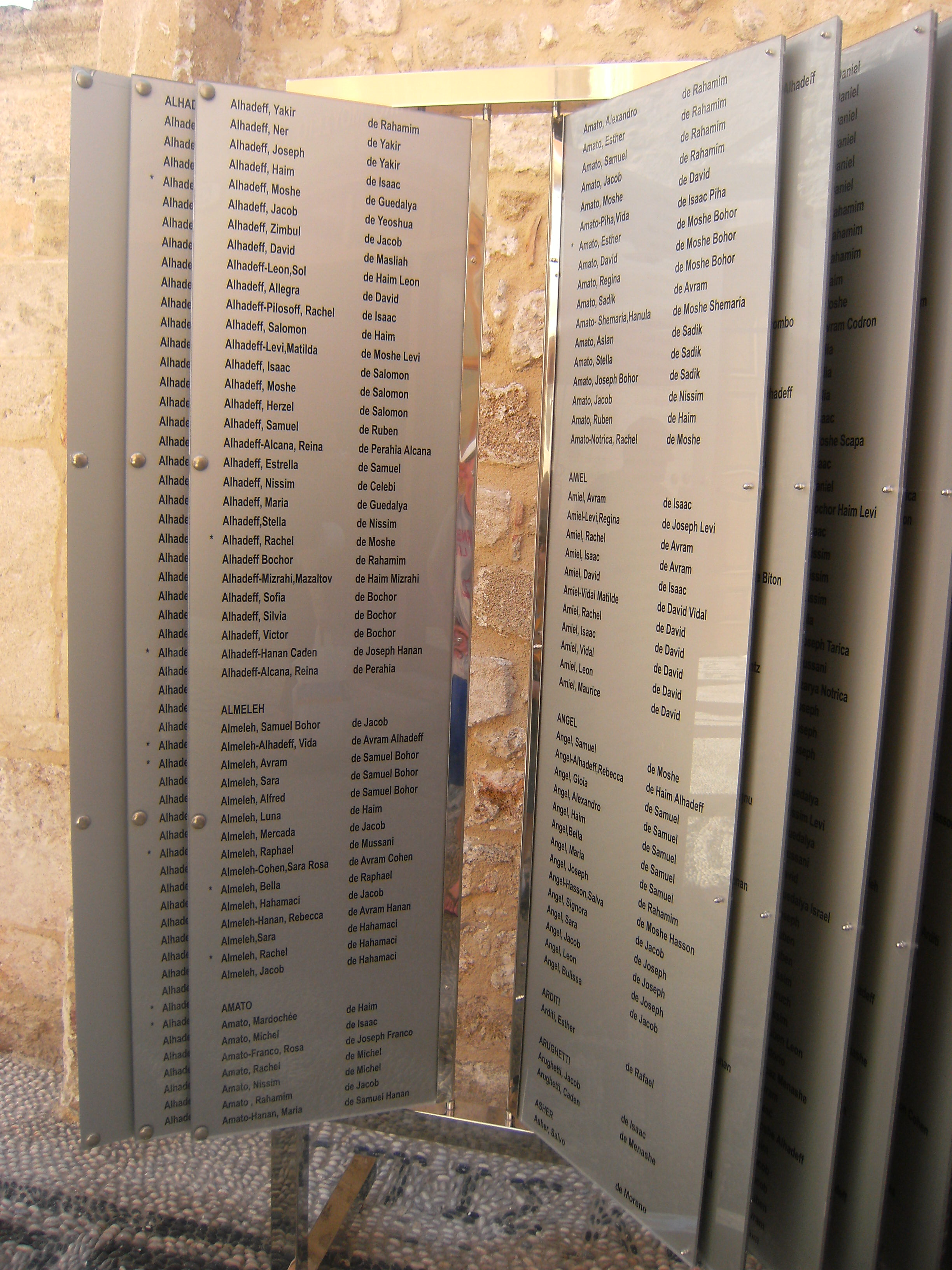
Liste des noms de victimes de la Shoah parmi les Juifs de Rhodes.

Le 23 juillet 1944, les 1 673 Juifs capturés par les Nazis sont embarqués sur trois bateaux bondés. Après leur départ, les responsables locaux italiens et allemands se disputent leurs possessions. Le convoi fait escale sur l'île de Leros afin de collecter 96 Juifs de l'île de Kos. La traversée jusqu'au port du Pirée dure huit jours au total, dans d'horribles conditions, plusieurs passagers trouvant la mort. Ils passent ensuite quelques jours au camp de concentration de Chaïdári où d'autres décèdent en raison de mauvais traitements.
Les Juifs du Dodécanèse sont finalement transportés dans le vingt-deuxième et dernier train de déportation parti de Grèce, trois mois avant le départ des Allemands. Le convoi compte 2 500 Juifs, dont 1 673 de Rhodes et 94 de Cos, 22 ayant trouvé la mort en mer ou à Chaïdári. Les Juifs arrivent à Auschwitz, à 1 600 km de Rhodes, le 16 août 1944,. À leur arrivée, 1 900 d'entre eux sont immédiatement gazés. À la Libération, on ne dénombre qu'environ 150 Juifs de Rhodes rescapés des camps et, lorsque les Britanniques libèrent Rhodes en mai 1945, ils n'y trouvent plus qu'un très petit nombre de Juifs.

### Après la Shoah

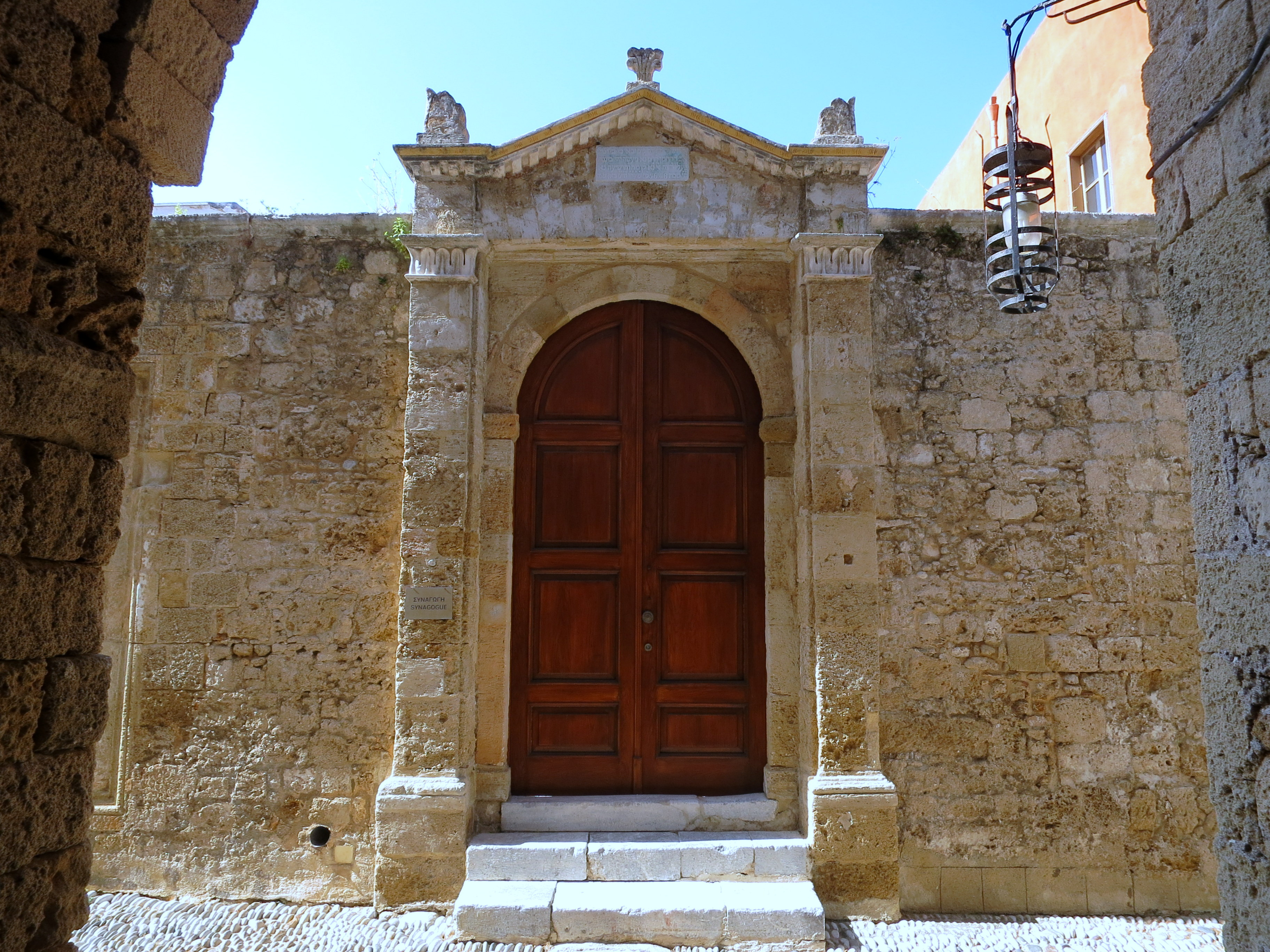
Entrée de la synagogue de Rhodes, maintenant Musée juif.

« Le 6 août 1946, Gabriel Haritos est élu premier maire d'une Rhodes libre, après 600 ans d'occupation.
En mémoire de ses compatriotes rhodiens, membres de la communauté juive, il nomme la place centrale de La Juderia en « Place des martyrs juifs », la résolution unanime du conseil municipal de Rhodes, étant la première reconnaissance officielle de l'Holocauste au nom d'une autorité grecque.

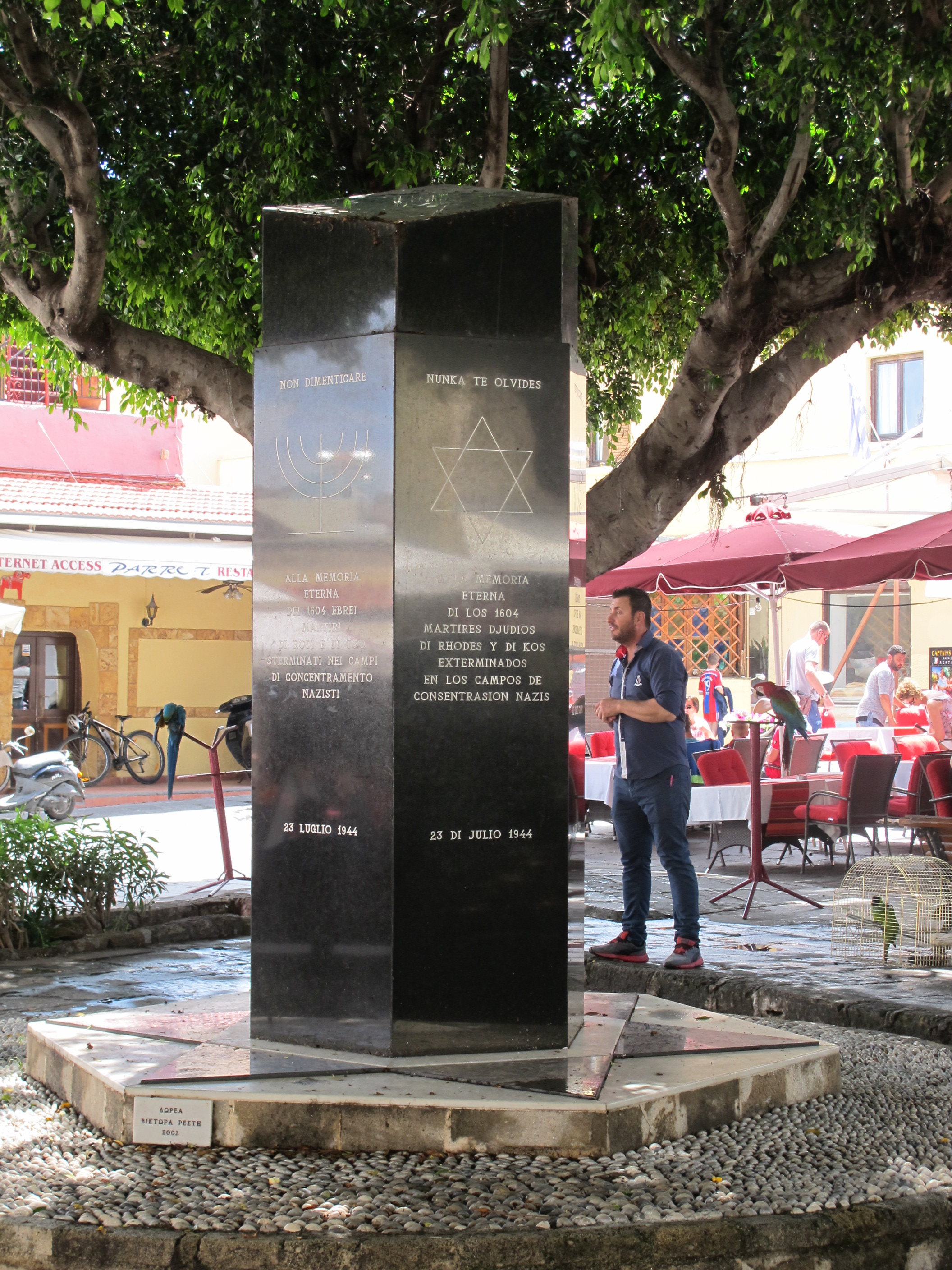
Mémorial sur la place des martyrs juifs à Rhodes pour ses Juifs assassinés à Auschwitz.

Gabriel Haritos, en tant que maire de Rhodes, était le partenaire local des débats pour les premiers pourparlers entre Israël, l'Égypte et la Jordanie, sous les auspices des Nations unies, au Grande Albergo delle Rose (Hôtel de Roses) à Rhodes à partir du 12 janvier au 4 avril 1949.
Ces réunions ont abouti aux accords de prise de feu en février et avril 1949, définissant également les frontières de l'État juif nouvellement fondé avec l'Égypte et la Jordanie. Ces frontières définies étaient actives jusqu'à la Guerre des Six jours de 1967.
Aujourd'hui, il y a une poignée de Juifs vivant à Rhodes, qui pratiquent leur religion dans la Synagogue de la communauté. (Cette) synagogue est également ouverte au public qui la visite en raison de son grand intérêt historique et architectural.
En 2002, la municipalité a approuvé l'érection d'un Monument des Victimes de l'Holocauste sur la place des Martyrs juifs, à l'endroit où se trouvait le quartier juif.
Le cimetière juif de l'île est encore préservé »,.

## Galeries

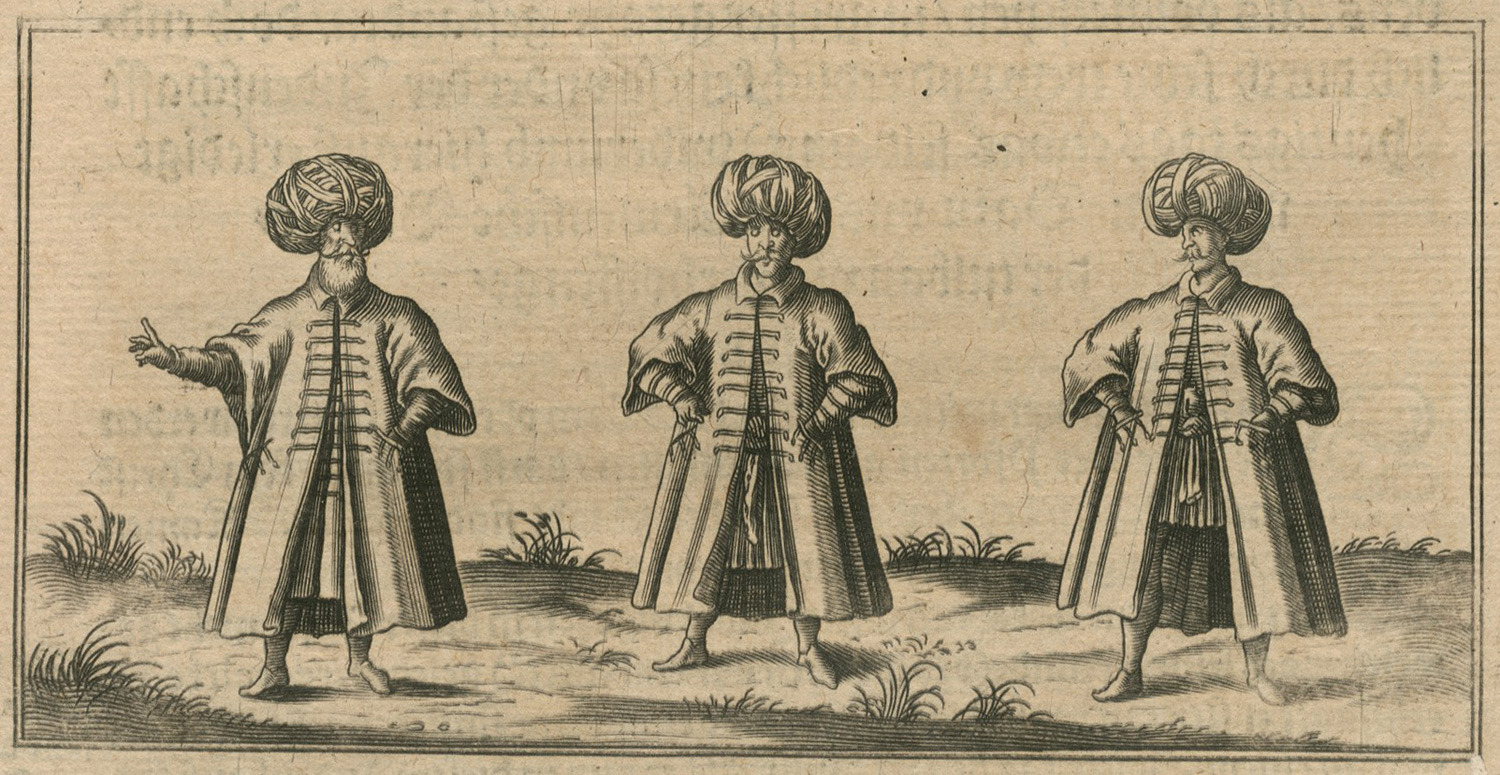
Costumes portés par les Juifs de Rhodes (1612)
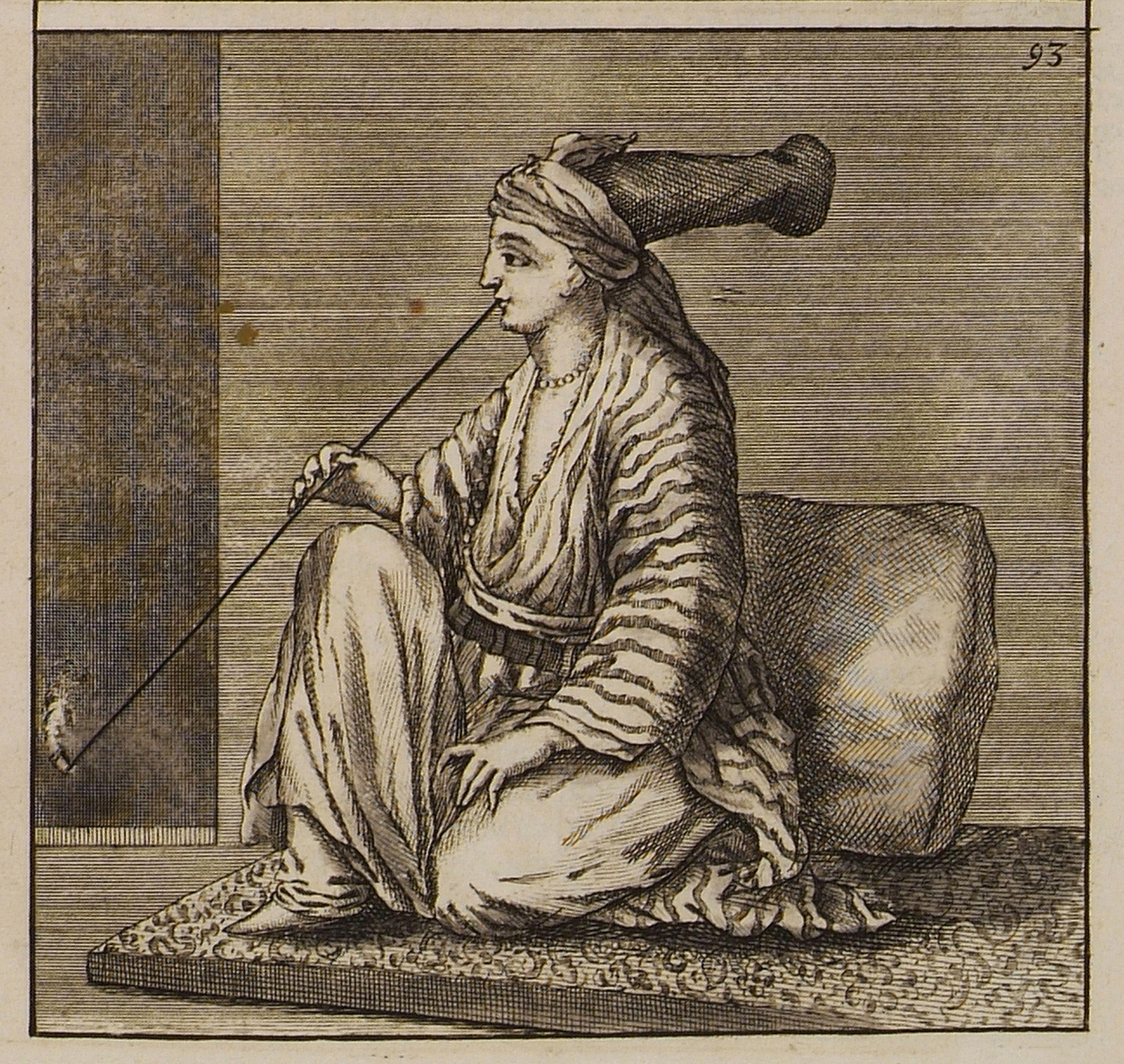
Juive du Levant (1714)
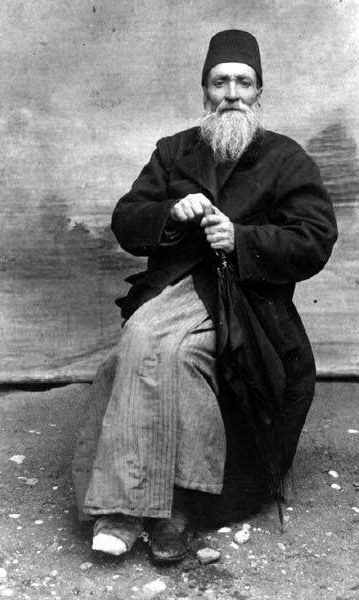
Elazar Scharhon (1858 - 1923) à Rhodes (v. 1900)
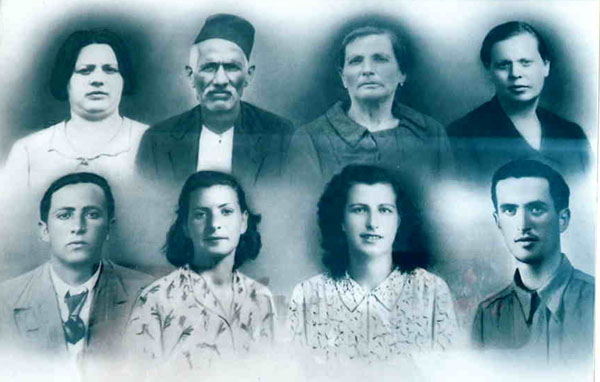
Famille Halfon, originaire de Rhodes

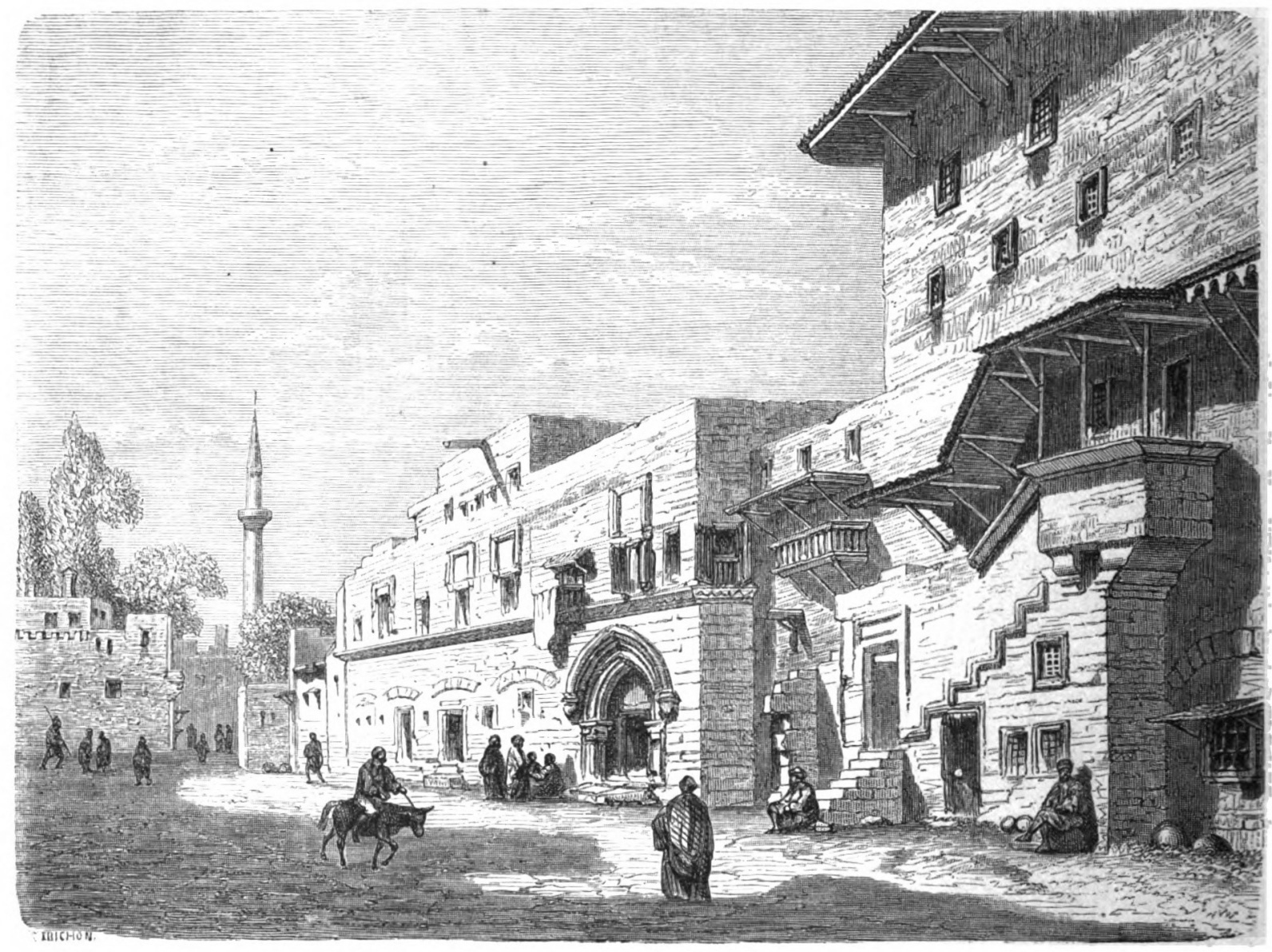
Juderia de Rhodes (1862)
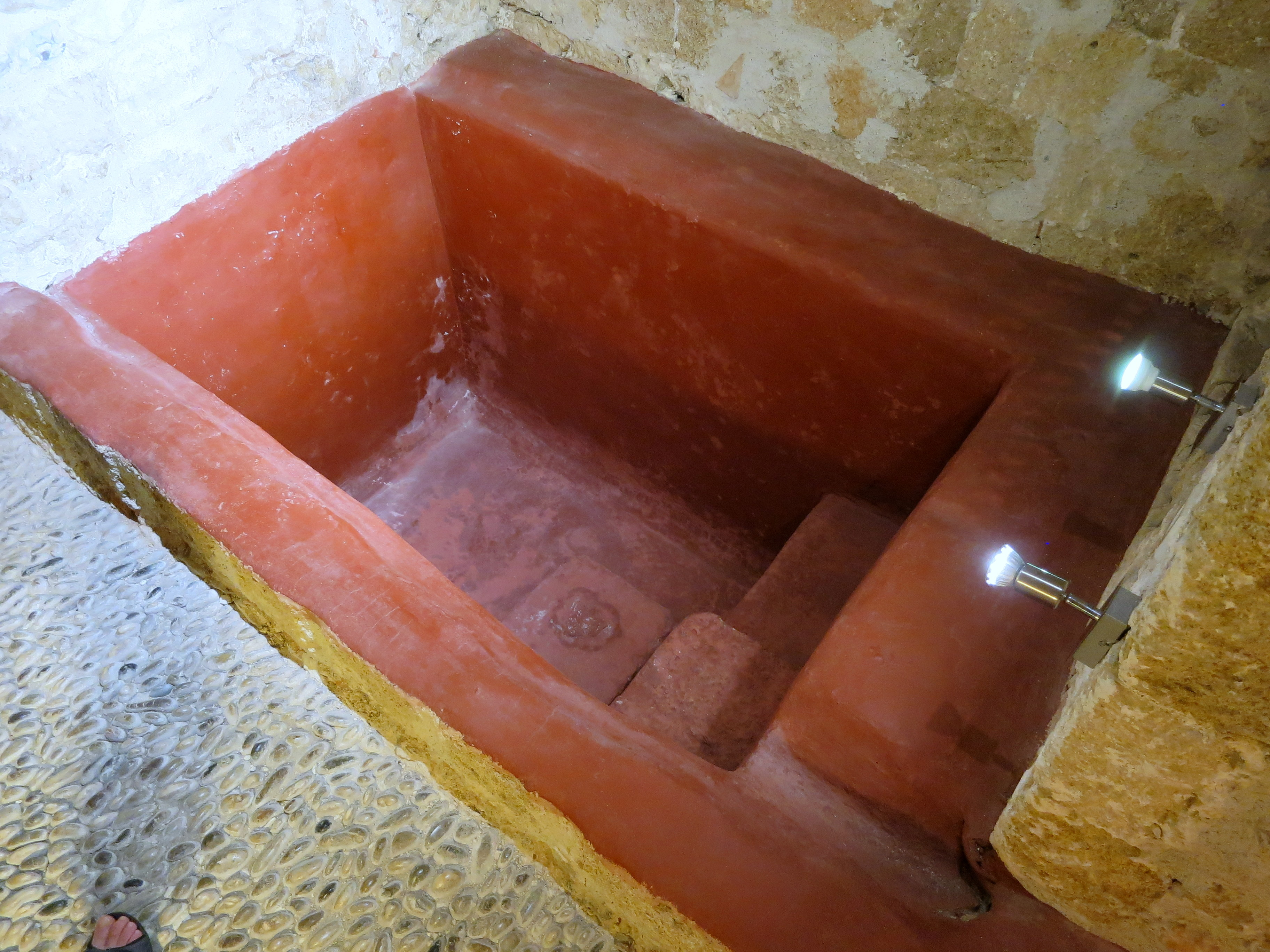
Mikwé au musée juif de Rhodes
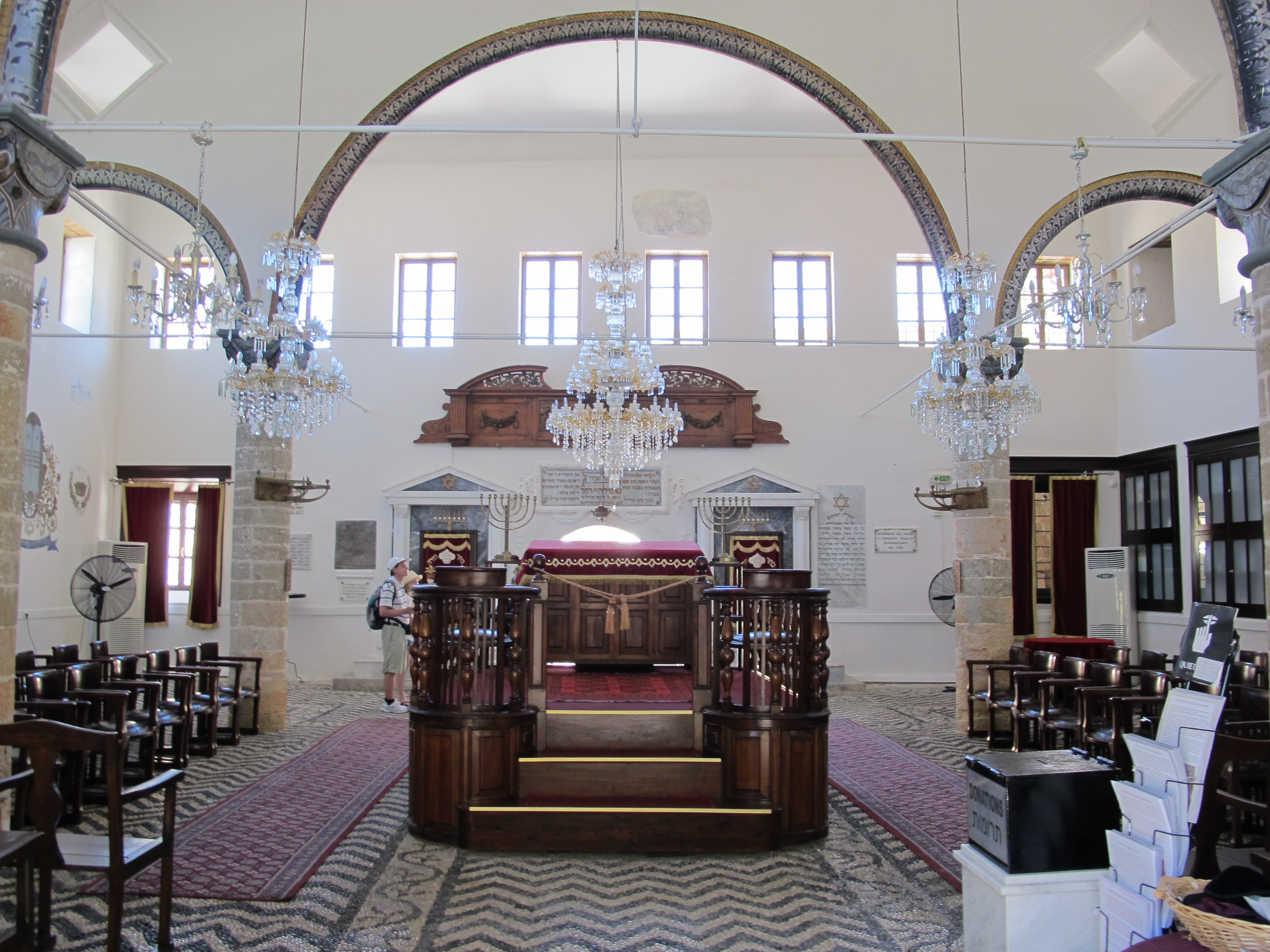
Synagogue Kahal Shalom à Rhodes[14].
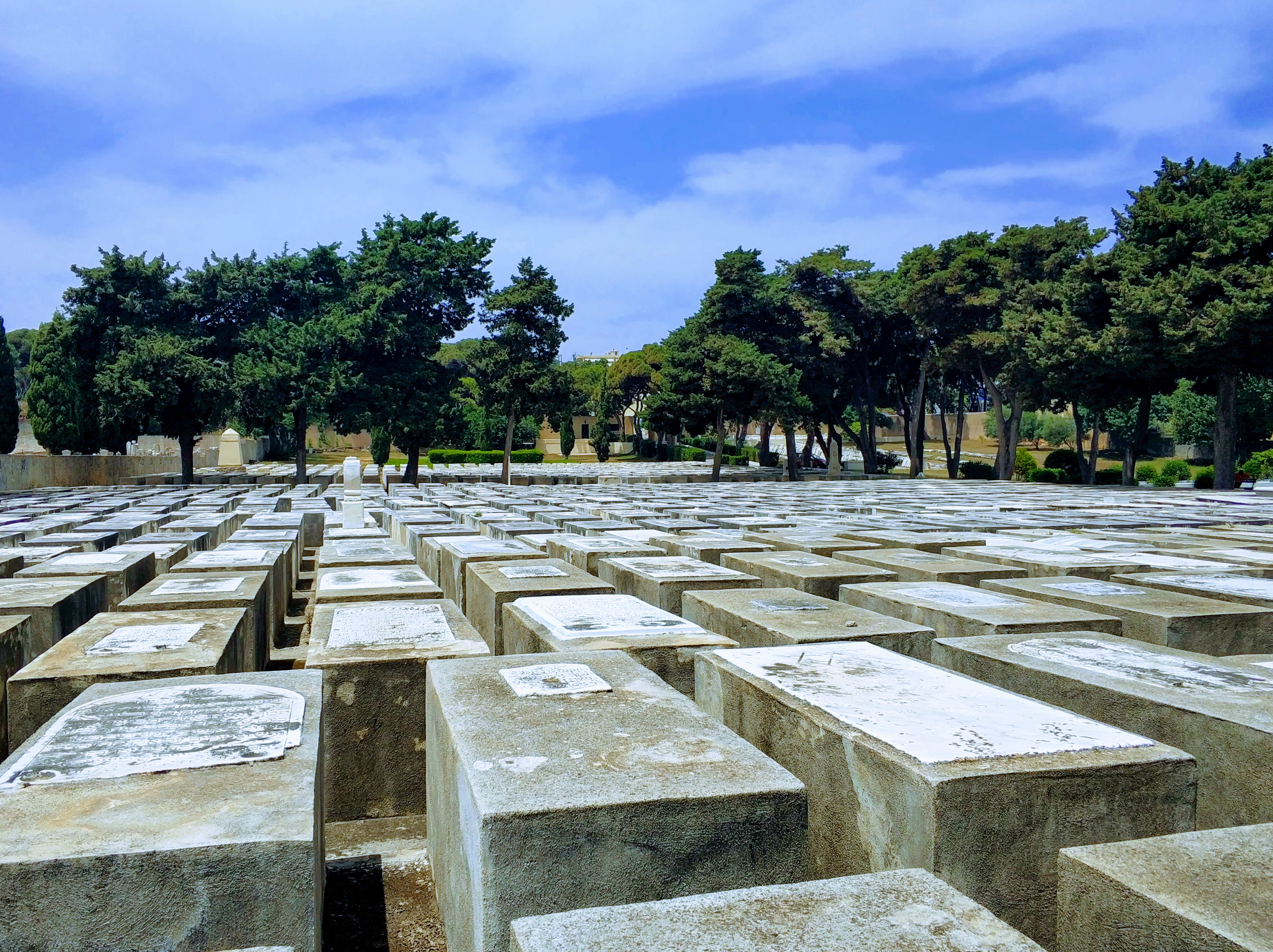
Cimetière juif de Rhodes